# Seven de Londres 2009
El Seven de Londres de 2009 fue la novena edición del torneo inglés de rugby 7, fue el séptimo torneo de la temporada 2008-09 de la Serie Mundial Masculina de Rugby 7.
Se disputó en la instalaciones del Twickenham Stadium de Londres.

## Fase de grupos

### Grupo A
| Equipo    | Encuentros | Encuentros | Encuentros | Encuentros | Tantos  | Tantos    | Tantos     | Puntos |
| Equipo    | jugados    | ganados    | empatados  | perdidos   | a favor | en contra | diferencia | Puntos |
| --------- | ---------- | ---------- | ---------- | ---------- | ------- | --------- | ---------- | ------ |
| Sudáfrica | 3          | 3          | 0          | 0          | 116     | 19        | +97        | 9      |
| Australia | 3          | 2          | 0          | 1          | 95      | 38        | +57        | 7      |
| Gales     | 3          | 1          | 0          | 2          | 71      | 65        | +6         | 5      |
| Alemania  | 3          | 0          | 0          | 3          | 5       | 165       | -160       | 3      |

Nota: Se otorgan 3 puntos al equipo que gane un partido, 2 al que empate y 1 al que pierda

### Grupo B
| Equipo     | Encuentros | Encuentros | Encuentros | Encuentros | Tantos  | Tantos    | Tantos     | Puntos |
| Equipo     | jugados    | ganados    | empatados  | perdidos   | a favor | en contra | diferencia | Puntos |
| ---------- | ---------- | ---------- | ---------- | ---------- | ------- | --------- | ---------- | ------ |
| Inglaterra | 3          | 3          | 0          | 0          | 112     | 28        | +84        | 9      |
| Francia    | 3          | 1          | 1          | 1          | 97      | 53        | +44        | 6      |
| Samoa      | 3          | 1          | 1          | 1          | 87      | 57        | +30        | 6      |
| Georgia    | 3          | 0          | 0          | 3          | 7       | 165       | -158       | 2      |

### Grupo C
| Equipo         | Encuentros | Encuentros | Encuentros | Encuentros | Tantos  | Tantos    | Tantos     | Puntos |
| Equipo         | jugados    | ganados    | empatados  | perdidos   | a favor | en contra | diferencia | Puntos |
| -------------- | ---------- | ---------- | ---------- | ---------- | ------- | --------- | ---------- | ------ |
| Escocia        | 3          | 2          | 0          | 1          | 64      | 24        | +40        | 7      |
| Fiyi           | 3          | 2          | 0          | 1          | 59      | 27        | +32        | 7      |
| Kenia          | 3          | 2          | 0          | 1          | 55      | 38        | +17        | 7      |
| Estados Unidos | 3          | 0          | 0          | 3          | 10      | 99        | -89        | 3      |

### Grupo D
| Equipo        | Encuentros | Encuentros | Encuentros | Encuentros | Tantos  | Tantos    | Tantos     | Puntos |
| Equipo        | jugados    | ganados    | empatados  | perdidos   | a favor | en contra | diferencia | Puntos |
| ------------- | ---------- | ---------- | ---------- | ---------- | ------- | --------- | ---------- | ------ |
| Nueva Zelanda | 3          | 3          | 0          | 0          | 121     | 7         | +114       | 9      |
| Portugal      | 3          | 1          | 1          | 1          | 52      | 71        | -19        | 6      |
| Argentina     | 3          | 1          | 1          | 1          | 45      | 71        | -26        | 6      |
| Canadá        | 3          | 0          | 0          | 3          | 19      | 88        | -79        | 3      |

## Fase Final

### Cuartos de final
| 24 de mayo | Sudáfrica | 21 - 5 | Francia |  |  |

| 24 de mayo | Nueva Zelanda | 33 - 14 | Fiyi |  |  |

| 24 de mayo | Escocia | 22 - 21 | Portugal |  |  |

| 24 de mayo | Sudáfrica | 0 - 12 | Argentina |  |  |

### Semifinal
| 24 de mayo | Sudáfrica | 5 - 10 | Nueva Zelanda |  |  |

| 24 de mayo | Escocia | 12 - 26 | Inglaterra |  |  |

### Final
| 24 de mayo | Nueva Zelanda | 26 - 31 | Inglaterra |  |  |

| Bandera de Inglaterra  |
| Campeón Inglaterra     |
| 2º título del circuito |